# Linea Sagami

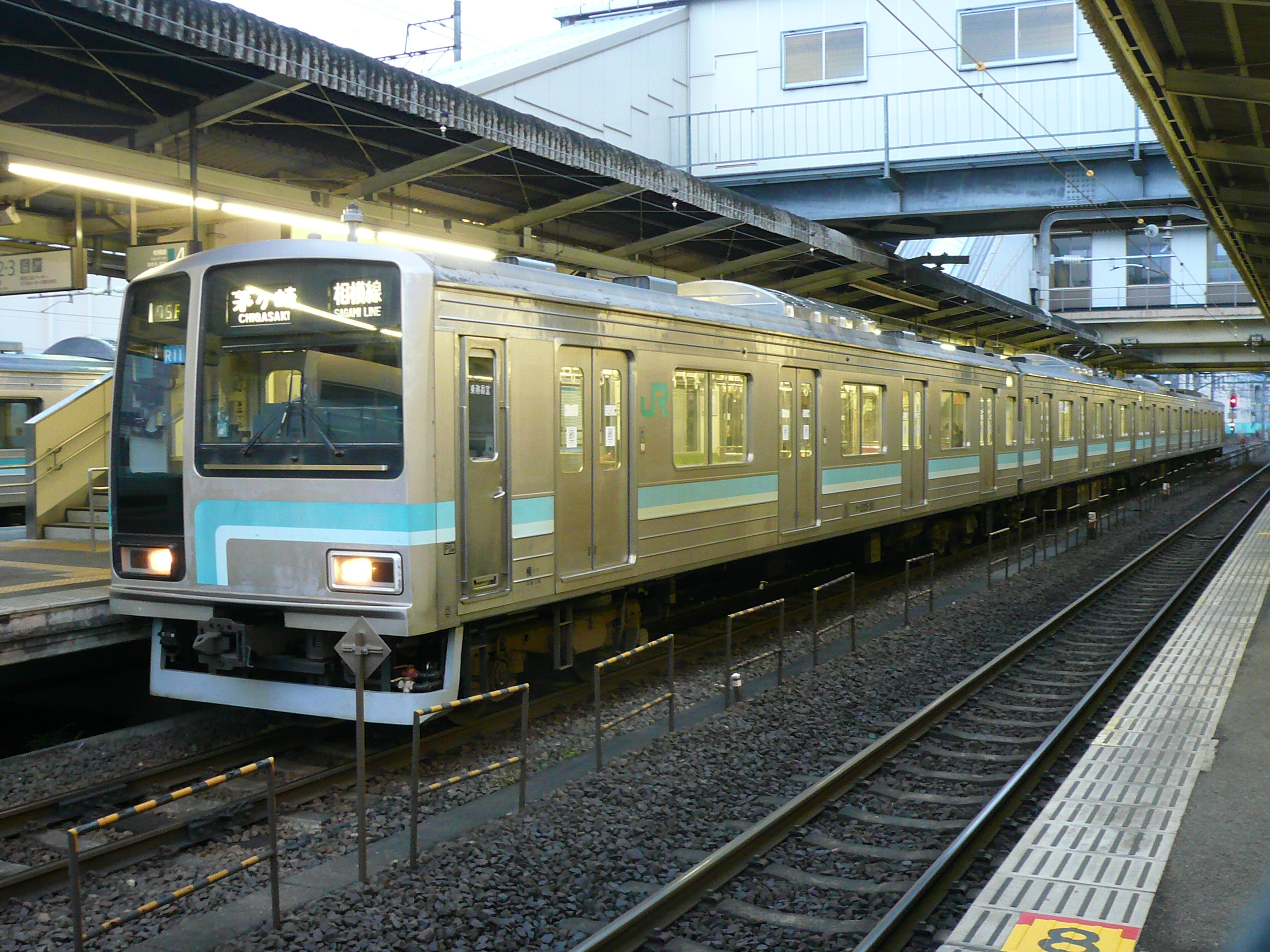
Un treno della serie 205

La linea Sagami (相模線?, Sagami-sen) è una linea ferroviaria giapponese a carattere suburbano della JR East a scartamento ridotto che collega le stazioni di Chigasaki nella città omonima e di Hashimoto, a Sagamihara e si trova interamente situata all'interno della prefettura di Kanagawa.

## Storia
Questa linea venne inizialmente costruita dalle Ferrovie Sagami (Sōtetsu). La linea venne nazionalizzata nel 1944 durante la seconda guerra mondiale. La ferrovia privata Sagami iniziò invece le operazioni sulla linea Jinchū (神中線?), l'attuale Linea Sagami principale.
Dopo la privatizzazione delle Ferrovie Nazionali giapponesi nel 1991, la linea venne elettrificata. Prima della privatizzazione della JRN vi furono discussioni sul far tornare la linea sotto il controllo delle Ferrovie Sagami. Infatti per la nuova JR appena formatasi l'elettrificazione della linea rurale sarebbe stata molto onerosa, ma alla fine non si riuscì a trovare un accordo con la Sōtetsu e la linea rimase della JR.
Una piccola diramazione da Samukawa a Nishi-Samukawa venne abbandonata nel 1984.

## Servizi
La maggior parte dei treni sono dei locali che fermano in tutte le stazioni della linea, mentre alcuni treni continuano sulla linea Yokohama oltre Hashimoto e con altre 4 fermate arrivano alla stazione di Hachiōji.

## Stazioni
- Tutte le stazioni si trovano nella prefettura di Kanagawa.
- Tutti i treni fermano in tutte le stazioni
- Le stazioni marcate con "o", "v" o "^" permettono l'incrocio dei treni, mentre ciò non è possibile in presenza di "｜".

| Stazione         | Giapponese | Distanza | Distanza | Collegamenti                                     |    | Posizione     |
| Stazione         | Giapponese | Interst. | Totale   | Collegamenti                                     |    | Posizione     |
| ---------------- | ---------- | -------- | -------- | ------------------------------------------------ | -- | ------------- |
| Chigasaki        | 茅ヶ崎     | -        | 0.0      | ■ Linea Tōkaidō ■ Linea Shōnan-Shinjuku          | v  | Chigasaki     |
| Kita-Chigasaki   | 北茅ヶ崎   | 1.3      | 1.3      |                                                  | o  | Chigasaki     |
| Kagawa           | 香川       | 2.1      | 3.4      |                                                  | ｜ | Chigasaki     |
| Samukawa         | 寒川       | 1.7      | 5.1      |                                                  | o  | Samukawa Kōza |
| Miyayama         | 宮山       | 2.1      | 7.2      |                                                  | ｜ | Samukawa Kōza |
| Kurami           | 倉見       | 1.4      | 8.6      |                                                  | o  | Samukawa Kōza |
| Kadosawabashi    | 門沢橋     | 1.4      | 10.0     |                                                  | ｜ | Ebina         |
| Shake            | 社家       | 1.6      | 11.6     |                                                  | o  | Ebina         |
| Atsugi           | 厚木       | 2.6      | 14.2     | ■ Linea Odakyū Odawara                           | ｜ | Ebina         |
| Ebina            | 海老名     | 1.7      | 15.9     | ■ Linea Odakyū Odawara ■ Linea Sagami principale | o  | Ebina         |
| Iriya            | 入谷       | 3.0      | 18.9     |                                                  | ｜ | Zama          |
| Sōbudaishita     | 相武台下   | 1.7      | 20.6     |                                                  | o  | Sagamihara    |
| Shimomizo        | 下溝       | 2.9      | 23.5     |                                                  | ｜ | Sagamihara    |
| Harataima        | 原当麻     | 1.3      | 24.8     |                                                  | o  | Sagamihara    |
| Banda            | 番田       | 2.1      | 26.9     |                                                  | o  | Sagamihara    |
| Kamimizo         | 上溝       | 1.5      | 28.4     |                                                  | ｜ | Sagamihara    |
| Minami-Hashimoto | 南橋本     | 2.9      | 31.3     |                                                  | o  | Sagamihara    |
| Hashimoto        | 橋本       | 2.0      | 33.3     | ■ Linea Yokohama ■ Linea Keiō Sagamihara         | ^  | Sagamihara    |

## Materiale rotabile
- Serie E205-500, elettrotreno a 4 casse